# Спиламберто
Спиламберто (итал. Spilamberto) —  город в Италии, располагается в регионе Эмилия-Романья, подчиняется административному центру Модена.
Население составляет 11 376 человек (на 2004 г.), плотность населения составляет 378 чел./км². Занимает площадь 29 км². Почтовый индекс — 41057. Телефонный код — 059.
Покровителем коммуны почитается святой Иоанн Креститель. Праздник ежегодно празднуется 24 июня.